# Ofensiva Nivelle

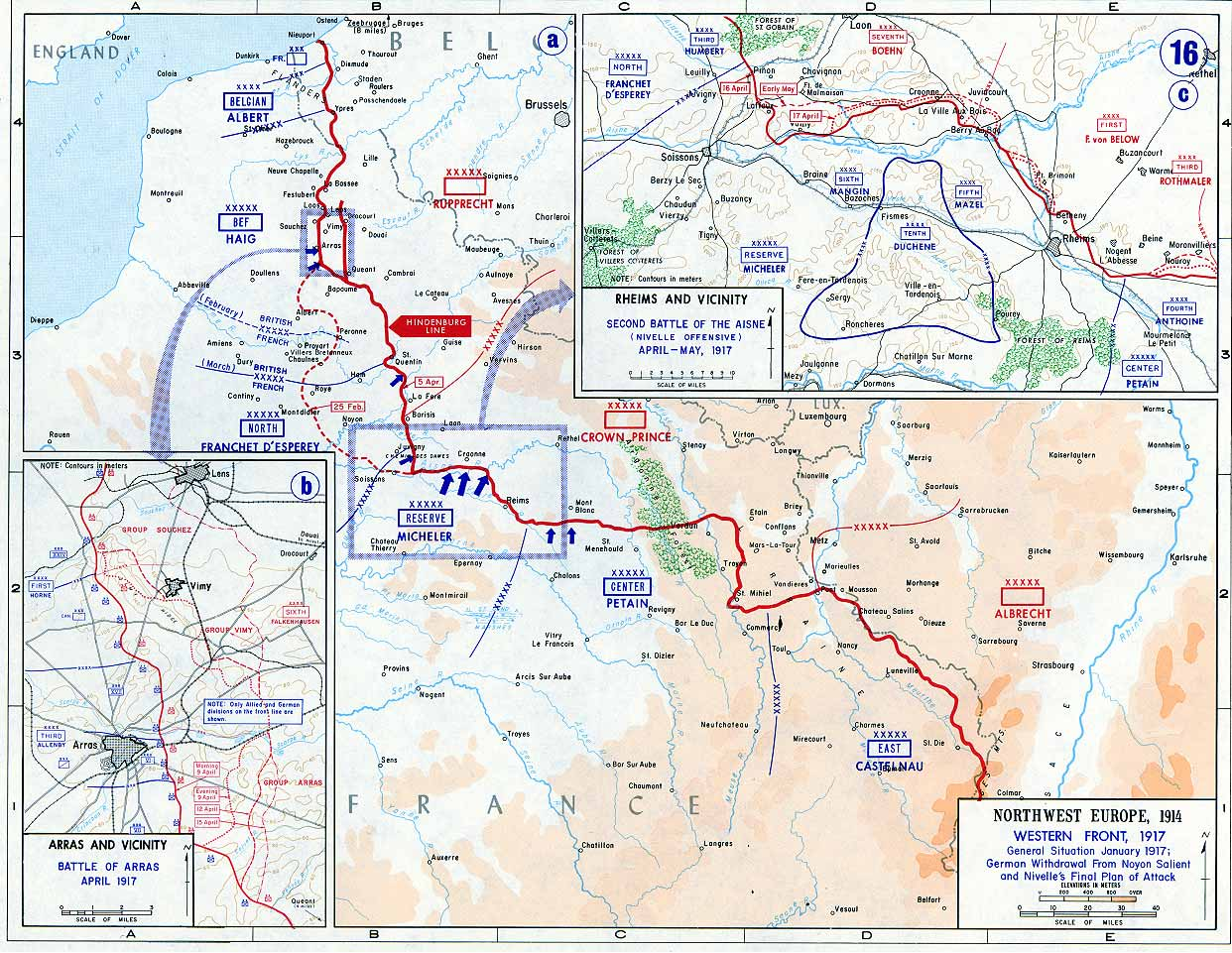
A situação no fronte ocidental, em 1917.

A Ofensiva de Nivelle foi um ataque dos Aliados na Frente Ocidental durante a Primeira Guerra Mundial, liderado pelo general francês Robert Nivelle. O objetivo dos franceses era conseguir uma vitória decisiva, quebrando as linhas de defesa alemã ao longo do rio Rio Aisne. Nivelle previu que a ofensiva iria durar 48 horas e o número de baixas sofridas não excederia 10 mil. Um ataque preliminar feito por tropas francesas seria lançado em St. Quentin, enquanto os britânicos atacariam Arras, com o objetivo de distrair os alemães. A principal ofensiva francesa aconteceria nas cordilheiras de Chemin des Dames (a Segunda Batalha de Aisne). O plano dizia que, após sobrepujarem as defesas alemãs, os exércitos franceses e britânicos se encontrariam e perseguiriam juntos o inimigo derrotado até a fronteira com a Alemanha. O que os Aliados não sabiam era que a inteligência do exército alemão já estava ciente de que uma grande ofensiva seria lançada e mesmo antes disso, o general Erich Ludendorff passou meses construindo um novo sistema de defesa.
A ofensiva franco-britânica foi, taticamente, bem sucedida; o exército francês havia sobrepujado as principais defesas alemãs na Linha Hindenburg (Siegfriedstellung), próximo a St. Quentin, entre 1 e 4 de abril de 1917. Contudo, outros ataques foram repelidos pelos alemães. As tropas britânicas também avançaram profundamente dentro do território inimigo, alcançando o rio Scarpe na Batalha de Arras, infligindo grandes perdas dentre as forças alemãs, ao mesmo tempo que também eram bem sucedidos na Batalha de Vimy, ao norte. A principal ofensiva francesa em Aisne começou em 16 de abril e também conseguiu importantes sucessos táticos mas o objetivo principal, que era conquistar uma vitória estratégica grandiosa contra os alemães, fracassou e em 25 de abril boa parte das ofensivas aliadas já haviam sido suspensas. Futuros ataques foram repelidos e os alemães chegaram a tomar a iniciativa, mas nenhum lado tinha força de sobrepujar o outro. Portanto, muitos historiadores consideram a ofensiva Aliada de Nivelle como um redundante fracasso.
O fracasso no campo de batalha, associado a deterioração das condições de vida dos soldados no fronte, levou milhares de soldados franceses a se amotinar. O general Nivelle acabou sendo dispensado do comando do 2º Exército Francês, sendo substituído pelo general Philippe Pétain. Este, por sua vez, abandonaria a estratégia de "ofensiva a todo o custo" e decidiu fortificar as defesas por toda a linha de frente, ao mesmo tempo que cuidava melhor da vida dos seus soldados e trabalhava para lhes dar melhor equipamento. Batalhas continuaram acontecendo em Chemin des Dames e em Moronvilliers, a leste de Reims, pelo verão de 1917. Em outubro, os franceses lançaram uma nova grande ofensiva em La Malmaison, desta vez muito mais bem sucedida.